# Campionati mondiali di nuoto in vasca corta 2024 - 100 metri rana femminili
La gara dei 100 metri rana femminili dei campionati mondiali di nuoto in vasca corta 2024 si è svolta l'11 e il 12 dicembre 2024 presso la Duna Aréna di Budapest.

## Podio
| Pos.    | Atleta         | Nazione     |
| ------- | -------------- | ----------- |
| Oro     | Tang Qianting  | Cina        |
| Argento | Lilly King     | Stati Uniti |
| Bronzo  | Eneli Jefimova | Estonia     |

## Record
Prima della manifestazione il record del mondo (RM) e il record dei campionati (RC) erano i seguenti.
|               | 1'02"36 | Rūta Meilutytė          | 12 ottobre 2016 Mosca |
| Alia Atkinson | 1'02"36 | 6 dicembre 2014 Doha    |                       |
| Alia Atkinson | 1'02"36 | 26 agosto 2016 Chartres |                       |
|               | 1'02"36 | Alia Atkinson           | 6 dicembre 2014 Doha  |

Durante la competizione non sono stati migliorati record.

## Programma
| Data             | Ora   | Turno      |
| ---------------- | ----- | ---------- |
| 11 dicembre 2024 | 9:52  | Batterie   |
| 11 dicembre 2024 | 18:13 | Semifinali |
| 12 dicembre 2024 | 18:30 | Finale     |

## Risultati

### Batterie
| Pos. | Batteria | Corsia | Atleta                  | Nazionalità      | Tempo        | Note |
| ---- | -------- | ------ | ----------------------- | ---------------- | ------------ | ---- |
| 1    | 6        | 7      | Angharad Evans          | Gran Bretagna    | 1'03"45      | Q    |
| 2    | 7        | 7      | Lilly King              | Stati Uniti      | 1'03"50      | Q    |
| 3    | 7        | 4      | Tang Qianting           | Cina             | 1'03"52      | Q    |
| 4    | 6        | 3      | Rūta Meilutytė          | Lituania         | 1'04"27      | Q    |
| 5    | 6        | 4      | Eneli Jefimova          | Estonia          | 1'04"34      | Q    |
| 6    | 5        | 5      | Alina Zmushka           | NAA              | 1'04"42      | Q    |
| 6    | 6        | 6      | Sophie Angus            | Canada           | 1'04"42      | Q    |
| 8    | 5        | 6      | Rebecca Meder           | Sudafrica        | 1'04"57      | Q    |
| 9    | 6        | 5      | Evgenija Čikunova       | NAB              | 1'04"61      | Q    |
| 10   | 5        | 1      | Kotryna Teterevkova     | Lituania         | 1'04"62      | Q    |
| 11   | 7        | 3      | Kotomi Kato             | Giappone         | 1'04"67      | Q    |
| 12   | 5        | 2      | Julija Efimova          | NAB              | 1'04"77      | Q    |
| 13   | 6        | 1      | Kristýna Horská         | Rep. Ceca        | 1'04"78      | Q    |
| 13   | 7        | 0      | Dominika Sztandera      | Polonia          | 1'04"78      | Q    |
| 15   | 7        | 8      | Emma Weber              | Stati Uniti      | 1'04"81      | Q    |
| 16   | 7        | 5      | Sophie Hansson          | Svezia           | 1'04"97      | Q    |
| 17   | 4        | 3      | Henrietta Fángli        | Ungheria         | 1'05"09      |      |
| 18   | 4        | 4      | Olivia Klint Ipsa       | Svezia           | 1'05"13      |      |
| 19   | 6        | 2      | Clara Rybak-Andersen    | Danimarca        | 1'05"20      |      |
| 20   | 5        | 4      | Benedetta Pilato        | Italia           | 1'05"30      |      |
| 21   | 5        | 7      | Park Si-eun             | Corea del Sud    | 1'05"36      |      |
| 22   | 4        | 5      | Lara van Niekerk        | Sudafrica        | 1'05"57      |      |
| 23   | 7        | 1      | Diana Petkova           | Bulgaria         | 1'05"78      |      |
| 24   | 6        | 8      | Silje Slyngstadli       | Norvegia         | 1'05"82      |      |
| 25   | 7        | 6      | Yu Jingyao              | Cina             | 1'05"83      |      |
| 26   | 5        | 3      | Andrea Podmaníková      | Slovacchia       | 1'05"84      |      |
| 27   | 4        | 2      | Sydney Pickrem          | Canada           | 1'05"92      |      |
| 28   | 7        | 9      | Macarena Ceballos       | Argentina        | 1'05"93      |      |
| 29   | 7        | 2      | Tara Kinder             | Australia        | 1'06"29      |      |
| 30   | 3        | 3      | Lin Pei-wun             | Taipei cinese    | 1'06"43      |      |
| 31   | 5        | 9      | Veera Kivirinta         | Finlandia        | 1'06"49      |      |
| 32   | 4        | 6      | Man Wui Kiu             | Hong Kong        | 1'06"61      |      |
| 33   | 4        | 0      | Stefanía Gómez          | Colombia         | 1'06"85      |      |
| 34   | 5        | 0      | Brearna Crawford        | Nuova Zelanda    | 1'07"10      |      |
| 35   | 4        | 9      | Mercedes Toledo         | Venezuela        | 1'07"19      |      |
| 36   | 5        | 8      | Meri Mataja             | Croazia          | 1'07"24      |      |
| 37   | 3        | 7      | Lanihei Connolly        | Isole Cook       | 1'07"36      |      |
| 38   | 3        | 4      | Emily Santos            | Panama           | 1'07"37      |      |
| 39   | 4        | 1      | Phee Jinq En            | Malaysia         | 1'07"40      |      |
| 40   | 6        | 0      | Niamh Coyne             | Irlanda          | 1'07"49      |      |
| 41   | 4        | 7      | Brigitta Vass           | Romania          | 1'07"62      |      |
| 42   | 4        | 8      | Adelaida Pchelintseva   | Kazakistan       | 1'07"74      | =    |
| 43   | 6        | 9      | Ana Rodrigues           | Portogallo       | 1'07"82      |      |
| 44   | 3        | 6      | Lynn El Hajj            | Libano           | 1'08"36      |      |
| 45   | 3        | 2      | Anastasia Basisto       | Moldavia         | 1'09"22      |      |
| 46   | 1        | 3      | Maria Erokhina          | Cipro            | 1'09"49      |      |
| 47   | 3        | 5      | Saovanee Boonamphai     | Thailandia       | 1'09"62      |      |
| 48   | 3        | 8      | Nàdia Tudó              | Andorra          | 1'09"69      |      |
| 49   | 1        | 6      | Angelina Messina        | Laos             | 1'09"95      |      |
| 50   | 3        | 9      | Imane Houda El Barodi   | Marocco          | 1'10"08      |      |
| 51   | 2        | 5      | Marina Abu Shamaleh     | Palestina        | 1'12"49      |      |
| 52   | 2        | 4      | Ellie Shaw              | Antille Olandesi | 1'12"98      |      |
| 53   | 2        | 2      | Duana Lama              | Nepal            | 1'13"50      |      |
| 54   | 2        | 7      | Nicole Mack             | Guatemala        | 1'13"64      |      |
| 55   | 2        | 6      | Will-Insha Jules-Marthe | Capo Verde       | 1'13"66      |      |
| 56   | 2        | 3      | Stella Gjoka            | Albania          | 1'13"87      |      |
| 57   | 2        | 1      | Anaika Otway            | Grenada          | 1'14"45      |      |
| 58   | 3        | 0      | Rhanishka Gibbs         | Bahamas          | 1'14"99      |      |
| 59   | 2        | 8      | Vaoahi Afu              | Tonga            | 1'16"15      |      |
| 60   | 1        | 7      | Yun-Suh Chang           | Botswana         | 1'16"41      |      |
| 61   | 2        | 9      | Kestra Kihleng          | Micronesia       | 1'20"19      |      |
| 62   | 1        | 4      | Hamna Ahmed             | Maldive          | 1'20"69      |      |
| 63   | 2        | 0      | Aynur Merdanova         | Turkmenistan     | 1'22"04      |      |
| 64   | 1        | 5      | Ceylia Djeutcha         | Camerun          | 1'25"41      |      |
| 65   | 1        | 2      | Diaraye Bah             | Guinea           | 1'28"18      |      |
| DSQ  | 3        | 1      | Lea Højsted             | Fær Øer          | Squalificata |      |

### Semifinali
| Pos. | Batteria | Corsia | Atleta              | Nazionalità   | Tempo   | Note |
| ---- | -------- | ------ | ------------------- | ------------- | ------- | ---- |
| 1    | 2        | 5      | Tang Qianting       | Cina          | 1'02"37 | Q    |
| 2    | 1        | 4      | Lilly King          | Stati Uniti   | 1'03"23 | Q    |
| 3    | 2        | 2      | Evgenija Čikunova   | NAB           | 1'03"70 | Q    |
| 4    | 2        | 4      | Angharad Evans      | Gran Bretagna | 1'03"71 | Q    |
| 5    | 2        | 3      | Eneli Jefimova      | Estonia       | 1'03"80 | Q    |
| 6    | 1        | 3      | Alina Zmushka       | NAA           | 1'03"89 | Q    |
| 7    | 1        | 6      | Rebecca Meder       | Sudafrica     | 1'04"04 | Q    |
| 8    | 1        | 2      | Kotryna Teterevkova | Lituania      | 1'04"15 | Q    |
| 9    | 1        | 1      | Dominika Sztandera  | Polonia       | 1'04"23 |      |
| 10   | 1        | 7      | Julija Efimova      | NAB           | 1'04"38 |      |
| 11   | 2        | 6      | Sophie Angus        | Canada        | 1'04"53 |      |
| 12   | 2        | 7      | Kotomi Kato         | Giappone      | 1'04"55 |      |
| 13   | 1        | 5      | Rūta Meilutytė      | Lituania      | 1'04"75 |      |
| 14   | 2        | 1      | Kristýna Horská     | Rep. Ceca     | 1'04"78 |      |
| 15   | 1        | 8      | Sophie Hansson      | Svezia        | 1'05"10 |      |
| 16   | 2        | 8      | Emma Weber          | Stati Uniti   | 1'05"36 |      |

### Finale
| Pos.    | Corsia | Atleta              | Nazionalità   | Tempo   | Note |
| ------- | ------ | ------------------- | ------------- | ------- | ---- |
| Oro     | 4      | Tang Qianting       | Cina          | 1'02"38 |      |
| Argento | 5      | Lilly King          | Stati Uniti   | 1'02"80 |      |
| Bronzo  | 2      | Eneli Jefimova      | Estonia       | 1'03"25 |      |
| 4       | 7      | Alina Zmushka       | NAA           | 1'03"41 |      |
| 5       | 3      | Evgenija Čikunova   | NAB           | 1'03"79 |      |
| 6       | 1      | Rebecca Meder       | Sudafrica     | 1'03"93 |      |
| 7       | 6      | Angharad Evans      | Gran Bretagna | 1'04"08 |      |
| 8       | 8      | Kotryna Teterevkova | Lituania      | 1'04"65 |      |